# Piotr Stępień (zapaśnik)
Piotr Stępień (ur. 24 października 1963 w Kamieńsku) – polski zapaśnik, medalista olimpijski.

## Życiorys
Karierę sportową rozpoczynał w RKS Radomsko, a następnie reprezentował barwy Legii Warszawa oraz Piotrcovii Piotrków Trybunalski. Jego pierwszym trenerem był Wojciech Piasecki.
Największym sukcesem zawodnika było zdobycie wicemistrzostwa olimpijskiego w 1992, w kategorii 82 kg, wywalczone na matach Barcelony. W finale przegrał 1:6 z Węgrem Peterem Farkasem. Wcześniej w 1989 stanął na drugim stopniu podium mistrzostw Europy. Był także trzykrotnym mistrzem Polski.
Po zakończeniu kariery został trenerem m.in. prowadził kadrę olimpijską zapaśników podczas igrzysk w Sydney.